# Yelena Nikolayeva
Pour les articles homonymes, voir Nikolaïeva.
Yelena Nikolayeva (en russe : Елена Николаевна Николаева, Elena Nikolaïevna Nikolaïeva), née le 1er février 1966 à Akchiki (Tchouvachie) est une athlète soviétique puis russe spécialiste de la marche athlétique.

## Carrière
Elle fait ses débuts sur la scène internationale à l'occasion des Championnats du monde 1987 de Rome, se classant cinquième de l'épreuve des 10 kilomètres. Concourant sous la bannière olympique de l'équipe unifiée lors des Jeux olympiques de 1992 à Barcelone, Yelena Nikolayeva monte sur la deuxième marche du podium avec le temps de 44 min 33 s, battue au sprint final par la Chinoise Chen Yueling. Elle obtient son premier titre lors d'une compétition internationale majeure en début d'année 1993 en remportant le 3 000 m marche des Championnats du monde en salle de Toronto en 11 min 49 s 73, établissant un nouveau record des championnats ainsi que la meilleure performance indoor de sa carrière. 
Troisième des Championnats d'Europe d'Helsinki en 1994, et troisième des Championnats du monde de Göteborg l'année suivante, Nikolayeva devient championne olympique du 10 km lors des Jeux olympiques d'Atlanta. S'approchant de son record personnel établi cette même année (41 min 04 s), elle devance avec le temps de 41 min 49 s l'Italienne Elisabetta Perrone et la Chinoise Wang Yan. En 2002, la marcheuse russe se classe deuxième des Championnats d'Europe de Munich derrière sa compatriote Olimpiada Ivanova. Le 24 août 2003, Yelena Nikolayeva s'adjuge le titre des 20 kilomètres des Championnats du monde de Paris-Saint-Denis en 1 h 26 min 52 s (nouveau record de la compétition), devançant de 42 secondes l'Irlandaise Gillian O'Sullivan. Elle remporte la Coupe du monde de marche 2004 en 1 h 27 min 24 s et décide de mettre un terme à sa carrière sportive à l'issue de la saison.

## Records
- 10 km : 41 min 04 s (1996)
- 20 km : 1 h 26 min 22 s (2003)
- 3 000 m (salle) : 11 min 49 s 73 (1993)

## Palmarès
| Date | Compétition                    | Lieu          | Place        | Épreuve |
| ---- | ------------------------------ | ------------- | ------------ | ------- |
| 1987 | Championnats du monde          | Rome          | 5e           | 10 km   |
| 1991 | Championnats du monde en salle | Séville       | 5e           | 3 000 m |
| 1992 | Jeux olympiques                | Barcelone     | 2e           | 10 km   |
| 1993 | Championnats du monde en salle | Toronto       | 1re          | 3 000 m |
| 1993 | Championnats du monde          | Stuttgart     | 7e           | 10 km   |
| 1994 | Championnats d'Europe en salle | Paris         | 4e           | 3 000 m |
| 1994 | Championnats d'Europe          | Helsinki      | 3e           | 10 km   |
| 1995 | Championnats du monde          | Göteborg      | 3e           | 10 km   |
| 1996 | Jeux olympiques                | Atlanta       | 1re          | 10 km   |
| 1997 | Championnats du monde          | Athènes       | 9e           | 10 km   |
| 1999 | Coupe du monde de marche       | Mézidon-Canon | 4e           | 20 km   |
| 1999 | Championnats du monde          | Séville       | 12e          | 20 km   |
| 2001 | Championnats du monde          | Edmonton      | Disqualifiée | 20 km   |
| 2002 | Championnats d'Europe          | Munich        | 2e           | 20 km   |
| 2002 | Coupe du monde de marche       | Turin         | 4e           | 20 km   |
| 2003 | Championnats du monde          | Paris         | 1re          | 20 km   |
| 2004 | Coupe du monde de marche       | Naumburg      | 1re          | 20 km   |
| 2004 | Jeux olympiques                | Athènes       | 17e          | 20 km   |